# Trevor Bayne
Trevor Bayne (Knoxville, Tennessee; 19 de febrero de 1991) es un piloto de automovilismo estadounidense y empresario. Actualmente es reportero de boxes para NASCAR en Prime Video. Compitió en la Copa NASCAR, conduciendo el auto n.º 6 en el equipo Roush Fenway Racing, a tiempo parcial, compartiéndolo con Matt Kenseth al final de la temporada 2018. El 20 de febrero de 2011, Trevor Bayne ganó las 500 millas de Daytona, convirtiéndose en el piloto más joven en lograrlo.

## Inicios
Trevor Bayne empezó a correr Go-Karts cuando tenía 5 años de edad. Bayne ganó más de 300 carreras y 22 campeonatos de Go-Karts. En 2005, Bayne comenzó a competir en la serie Allison Legacy y donde ganó 12 carreras. En 2006, Bayne corrió para el Team Rensi en la USAR Hooters Pro Cup, y ganó el premio de Novato del Año a la edad de 15 años. En 2007, Bayne abandonó el equipo para correr para Dale Earnhardt, Inc.

## Carrera en la NASCAR
Para la temporada 2008, Bayne condujo el coche n.º 1 para Dale Earnhardt Incorporated en la NASCAR Camping World East Series. Bayne logró 6 Top 5, dos poles y una victoria en Thompson International Speedway en su sexta carrera. En el 2009 Bayne debutó en la NASCAR Nationwide Series en el Bristol Motor Speedway, con el equipo de Jimmy Means, conduciendo el Chevrolet n.º 52. En ese año, Bayne siguió en la serie, corriendo para Michael Waltrip Racing y CJM Racing. En 15 carreras logró una pole y 2 Top 10.
Esas actuaciones llamó la atención de Michael Waltrip que lo contrató para su equipo de Nationwide Series en 2010. Logró 3 poles, 5 top 5, y 10 top 10, y a mitad de año Bayne se fue del equipo para unirse a Roush Fenway Racing; finalmente terminó séptimo en el campeonato. También él hizo su primera carrera en la Copa NASCAR en el Texas Motor Speedway con Wood Brothers Racing, conduciendo el Ford n.º 21.

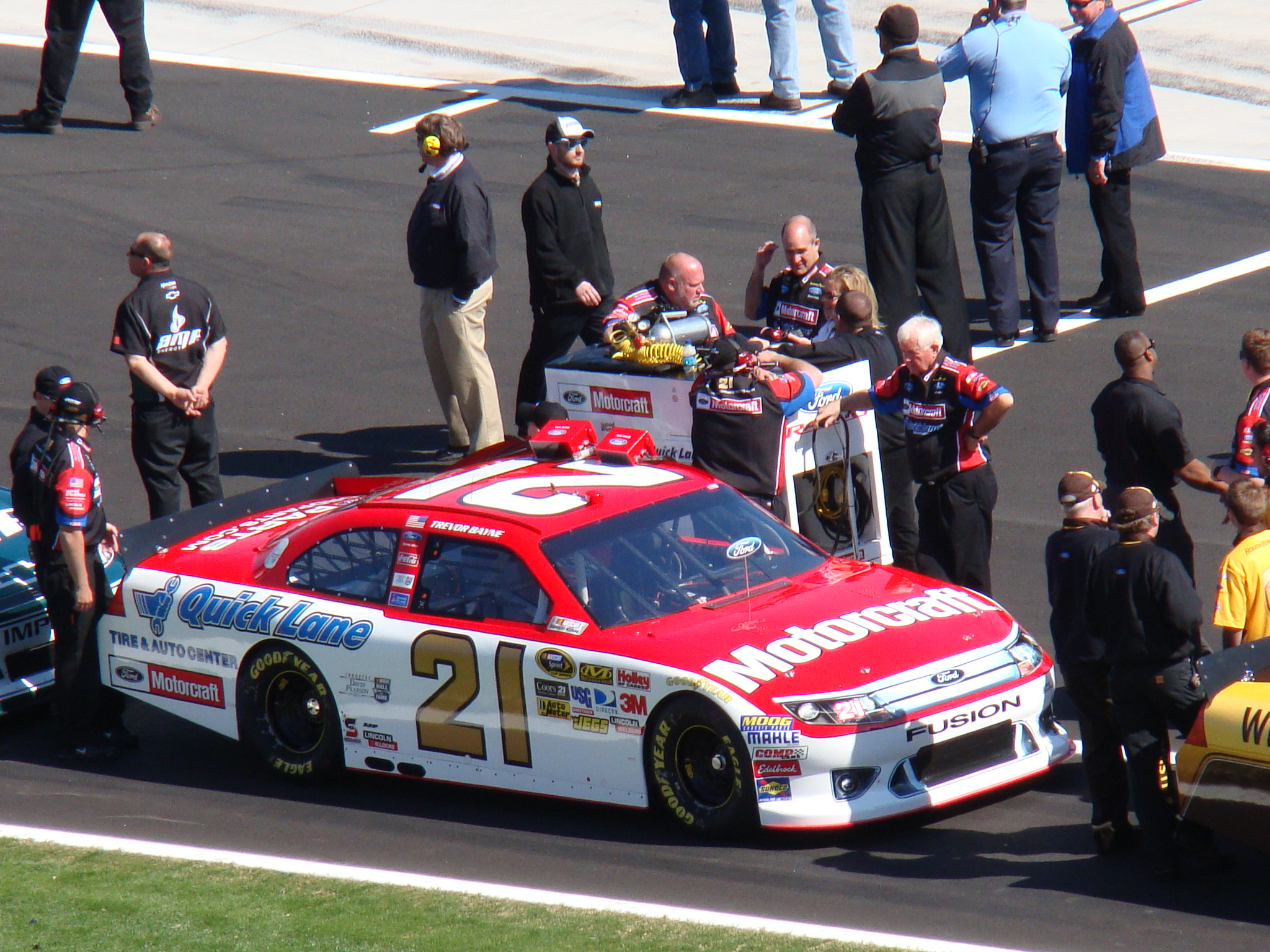
El auto de Bayne antes del inicio de la 500 millas de Daytona del 2011

En 2011, Bayne compitió en la Nationwide Series, conduciendo el Ford n.º 16, en la lucha por el título, y en la Copa NASCAR, con un calendario parcial para Wood Brothers Racing, conduciendo el Ford n.º 21. En su primera carrera del año en la máxima categoría de NASCAR, logró su primera victoria del año en la más prestigiosa carrera de NASCAR, las 500 millas de Daytona, convirtiéndose en el piloto más joven en ganar el evento con 20 años y 1 día y en el segundo piloto más joven en ganar una carrera en la Copa NASCAR. Participó en 16 carreras más en la máxima categoría, pero solo logró en esas carreras, como mejor resultado, un decimoquinto puesto en la carrera otoñal de Talladega. En tanto, en la Nationwide Series, una enfermedad lo obligó a no participar de varias carreras. A pesar de solo competir en 29 de las 34 carreras, Bayne finalizó undécimo en el campeonato, registrando una victoria en Texas en noviembre (su primera en la categoría), 5 top 5, y 14 top 10.
Para el 2012, Bayne seguiría en Roush Fenway Racing, conduciendo el Ford n.º 60 en la Nationwide Series, pero la falta de patrocinio lo marginó del equipo después de las primeras cinco carreras, cuando iba cuarto en el campeonato, después disputaría una fecha más. A su vez Bayne siguió compitiendo en la Copa NASCAR con Wood Brothers, para otro calendario parcial, donde logró 2 top ten.
En 2013, Bayne reemplazó a Ricky Stenhouse Jr. en el Ford n.º 6 en la Nationwide Series. Bayne logró una victoria, 7 top 5, 21 top 10 para terminar sexto en el campeonato. Mientras tanto, disputó 12 carreras de la Copa NASCAR, logrando como mejor resultado un 15.º puesto en Míchigan en junio. Al año siguiente, Bayne obtuvo 5 top 5 y 21 top 10 en la NASCAR Nationwide Series, culminando en el sexto lugar en el campeonato. También participó en 12 carreras de la Copa NASCAR, logrando como mejor resultado dos 17° lugares.
Bayne se incorporó a la Copa NASCAR 2015 como piloto titular del Ford número 6 de Roush Fenway Racing. Quedó lejos de clasificar a la Caza por la Copa, concluyendo la temporada en el puesto 29° en la tabla de pilotos con dos top 10. En 2016, Bayne obtuvo 2 top 5 y 5 top 10, para terminar 22.º en el campeonato. Además, participó de la fecha de Watkins Glen de la NASCAR Xfinity Series, donde terminó quinto. El año siguiente, Bayne obtuvo 2 top 5 y 6 top 10 y resultó 22.º en el campeonato.
El 14 de abril de 2018, Matt Kenseth, regresó al equipo para algunas carreras con el n.° 6, comenzando en Kansas Speedway en mayo, lo que relegó a Bayne a piloto a tiempo parcial por el resto de la temporada. Esta fue la primera temporada a tiempo parcial de Bayne desde 2014.. Disputó 21 carreras donde no pudo lograr un top 10. Después de un largo verano de malos resultados, se anunció el 12 de septiembre de 2018 que Bayne no regresaría al Ford Mustang  n.° 6 en 2019, lo que lo convirtió en agente libre.
Tras su salida de Roush Fenway Racing a finales de 2018, Trevor Bayne y su familia regresaron a su hogar en Tennessee. Durante la pretemporada de 2019, Bayne se dedicó a un proyecto personal: la construcción de una granja en la zona rural del estado. En junio de ese mismo año, la familia Bayne emprendió un nuevo negocio, inaugurando la cafetería Mahalo Coffee Roasters en Knoxville. A pesar de su enfoque en estos proyectos, Bayne reveló que había recibido ofertas para volver a competir. Sin embargo, la falta de patrocinio impidió que pudiera concretar cualquiera de estas oportunidades.
El 31 de agosto de 2020, Niece Motorsports anunció que Bayne haría su debut en la Truck Series en la Silverado n.° 40 del equipo en Darlington. Realizó su segunda salida consecutiva en la serie para Niece en Richmond, reemplazando al piloto de tiempo completo Ty Majeski en el n.° 45, ya que Majeski estavo fuera por razones no reveladas. Bayne terminó quinto en Bristol, pero fue descalificado cuando su camión no cumplió con el requisito de altura mínima durante la inspección posterior a la carrera. En Talladega, terminó segundo tras ser superado por Raphaël Lessard en la victoria tras la bandera amarilla en la última vuelta. Al culminar la carrera, afirmó que correría con el n.º 45 el resto de la temporada 2020.